# Tournoi de tennis London Indoors
Ne doit pas être confondu avec Tournoi de tennis de Londres ou Tournoi de tennis de Wembley.
Le London Indoor Championships est un tournoi de tennis masculin et féminin organisé en salle dans le stade de Wembley au nord-ouest de Londres, en Angleterre.

## Palmarès dames

### Simple
| No | Date       | Nom et lieu du tournoi                        | Catégorie  | Dotation | Surface    | Vainqueure           | Finaliste        | Score          |         |
| -- | ---------- | --------------------------------------------- | ---------- | -------- | ---------- | -------------------- | ---------------- | -------------- | ------- |
| 1  | 11-11-1968 | British Covered Courts Championships, Londres | Dewar Cup  | NC       | Dur (int.) | Margaret Smith Court | Virginia Wade    | 10-8, 6-1      | Tableau |
| 2  | 17-11-1969 | British Open Indoors Championships, Londres   |            | NC       | Dur (int.) | Ann Haydon-Jones     | Billie Jean King | 9-11, 6-2, 9-7 | Tableau |
| 3  | 16-11-1970 | Embassy Open Indoor Championships, Londres    |            | NC       | Dur (int.) | Billie Jean King     | Ann Haydon-Jones | 8-6, 3-6, 6-1  | Tableau |
| 4  | 23-10-1971 | Embassy Open Indoor Championships, Londres    | Grand Prix | NC       | Dur (int.) | Billie Jean King     | Françoise Dürr   | 6-1, 5-7, 7-5  | Tableau |

### Double
| No | Date       | Nom et lieu du tournoi                       | Catégorie  | Dotation | Surface    | Vainqueures                    | Finalistes                     | Score         |         |
| -- | ---------- | -------------------------------------------- | ---------- | -------- | ---------- | ------------------------------ | ------------------------------ | ------------- | ------- |
| 1  | 11-11-1968 | British Covered Courts Championships Londres | Dewar Cup  | NC       | Dur (int.) | Mary-Ann Eisel Winnie Shaw     | Christine Janes Nell Truman    | 6-2, 6-3      | Tableau |
| 2  | 17-11-1969 | British Open Indoors Championships Londres   |            | NC       | Dur (int.) | Ann Haydon-Jones Virginia Wade | Rosie Casals Billie Jean King  | 6-2, 6-4      | Tableau |
| 3  | 16-11-1970 | Embassy Open Indoor Championships Londres    |            | NC       | Dur (int.) | Rosie Casals Billie Jean King  | Ann Haydon-Jones Virginia Wade | 6-3, 7-5      | Tableau |
| 4  | 23-10-1971 | Embassy Open Indoor Championships Londres    | Grand Prix | NC       | Dur (int.) | Françoise Dürr Virginia Wade   | Evonne Goolagong Julie Heldman | 3-6, 7-5, 6-3 | Tableau |

## Palmarès messieurs

### Simple
| No | Date       | Nom et lieu du tournoi       | Catégorie      | Dotation       | Surface         | Vainqueur           | Finaliste           | Score              |                |
| -- | ---------- | ---------------------------- | -------------- | -------------- | --------------- | ------------------- | ------------------- | ------------------ | -------------- |
| 1  | 04-03-1970 | , Londres                    |                | NC $           | Moquette (int.) | Marty Riessen       | Ken Rosewall        | 6-4, 6-2           |                |
| 2  | 22-01-1972 | , Londres                    |                | NC $           | Dur (int.)      | Cliff Richey        | Clark Graebner      | 7-5, 6-7, 7-5, 6-0 |                |
| 3  | 18-01-1973 | , Londres                    |                | 50 000 $       | Dur (int.)      | Brian Fairlie       | Mark Cox            | 2-6, 6-2, 6-2, 7-6 |                |
| 4  | 18-02-1974 | , Londres                    |                | 50 000 $       | Dur (int.)      | Björn Borg          | Mark Cox            | 6-7, 7-6, 6-4      |                |
| 5  | 04-03-1975 | , Londres                    |                | 60 000 $       | Moquette (int.) | Mark Cox            | Brian Fairlie       | 6-1, 7-5           |                |
| 6  | 28-03-1977 | , Londres                    |                | 50 000 $       | Moquette (int.) | Eddie Dibbs         | Vitas Gerulaitis    | 7-6, 6-7, 6-4      |                |
|    | 1978-1997  | Pas de tournoi               | Pas de tournoi | Pas de tournoi | Pas de tournoi  | Pas de tournoi      | Pas de tournoi      | Pas de tournoi     | Pas de tournoi |
| 7  | 23-02-1998 | Guardian Direct Cup, Londres | Series Gold    | 689 250 $      | Moquette (int.) | Ievgueni Kafelnikov | Cédric Pioline      | 7-5, 6-4           | Tableau        |
| 8  | 22-02-1999 | Guardian Direct Cup, Londres | Series Gold    | 689 250 $      | Moquette (int.) | Richard Krajicek    | Greg Rusedski       | 7-66, 65-7, 7-5    | Tableau        |
| 9  | 21-02-2000 | AXA Cup, Londres             | Series Gold    | 700 000 $      | Dur (int.)      | Marc Rosset         | Ievgueni Kafelnikov | 6-4, 6-4           | Tableau        |

### Double
| No | Date       | Nom et lieu du tournoi       | Catégorie      | Dotation       | Surface         | Vainqueurs                        | Finalistes                            | Score            |                |
| -- | ---------- | ---------------------------- | -------------- | -------------- | --------------- | --------------------------------- | ------------------------------------- | ---------------- | -------------- |
| 1  | 18-01-1973 | , Londres                    |                | 50 000 $       | Dur (int.)      | Tom Okker Marty Riessen           | Arthur Ashe Roscoe Tanner             | 6-3, 6-3         |                |
| 2  | 18-02-1974 | , Londres                    |                | 50 000 $       | Dur (int.)      | Ove Bengtson Björn Borg           | Mark Farrell John Lloyd               | 7-6, 6-3         |                |
| 3  | 04-03-1975 | , Londres                    |                | 60 000 $       | Moquette (int.) | Paolo Bertolucci Adriano Panatta  | Jürgen Fassbender Hans-Jürgen Pohmann | 6-3, 6-4         |                |
| 4  | 28-03-1977 | , Londres                    |                | 50 000 $       | Moquette (int.) | Ilie Năstase Adriano Panatta      | Mark Cox Eddie Dibbs                  | 7-6, 6-7, 6-3    |                |
|    | 1978-1997  | Pas de tournoi               | Pas de tournoi | Pas de tournoi | Pas de tournoi  | Pas de tournoi                    | Pas de tournoi                        | Pas de tournoi   | Pas de tournoi |
| 5  | 23-02-1998 | Guardian Direct Cup, Londres | Series Gold    | 689 250 $      | Moquette (int.) | Martin Damm Jim Grabb             | Ievgueni Kafelnikov Daniel Vacek      | 6-4, 7-5         | Tableau        |
| 6  | 22-02-1999 | Guardian Direct Cup, Londres | Series Gold    | 689 250 $      | Moquette (int.) | Tim Henman Greg Rusedski          | Byron Black Wayne Ferreira            | 6-3, 7-66        | Tableau        |
| 7  | 21-02-2000 | AXA Cup, Londres             | Series Gold    | 700 000 $      | Dur (int.)      | David Adams John-Laffnie de Jager | Jan-Michael Gambill Scott Humphries   | 6-3, 67-7, 7-611 | Tableau        |

## Palmarès mixte
| No | Date       | Nom et lieu du tournoi                       | Catégorie | Dotation | Surface    | Vainqueures                     | Finalistes                  | Score         |         |
| -- | ---------- | -------------------------------------------- | --------- | -------- | ---------- | ------------------------------- | --------------------------- | ------------- | ------- |
| 1  | 11-11-1968 | British Covered Courts Championships Londres | Dewar Cup | NC       | Dur (int.) | Margaret Smith Court Stan Smith | Mary-Ann Eisel Peter Curtis | 5-7, 7-5, 8-6 | Tableau |